# 伊東祐崇
伊東 祐崇（いとう すけたか）は、江戸時代前期から中期にかけての日向国飫肥藩の世嗣。官位は従五位下・駿河守。
正室は分部信政娘。後室は松平義昌長女・稲姫。子に伊東祐実養女（伊東祐永正室）。

## 略歴
表向御礼衆交代寄合の伊東祐春の長男として誕生した。
天和2年（1682年）12月26日、江戸幕府将軍・徳川綱吉に初お目見えした。元禄6年（1693年）3月2日、叔父で飫肥藩5代藩主の伊東祐実に男子がいなかったため養嗣子となり、12月18日に従五位下、駿河守に任官した。
宝永4年（1707年）、病気を理由に廃嫡された。しかし、婿の祐永、外孫の祐之よりも長生きした。
延享4年（1747年）、79歳で死去。